# 第九个五年计划 (中国)
第九個五年計畫（亦稱「九五」計劃）是指中華人民共和國制定的從1996年到2000年底發展國民經濟的計劃。1995年9月28日，十四届五中全会通过了《关于国民经济和社会发展九五计划和2010年远景目标建议》目標完成现代化建设的第二步战略部署。以全面消滅飢餓與極端赤貧以及普及實施基礎教育為目標，另外一項發展要點則趕上了世界主流，該點便是資訊化的初步建設工作。

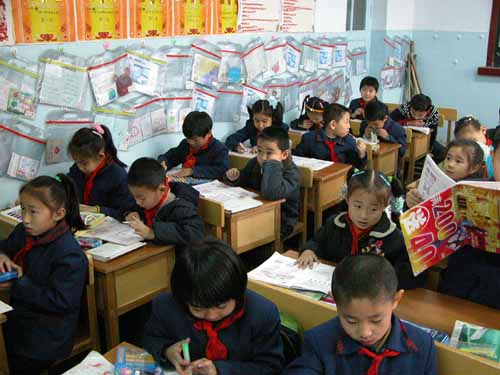
义务教育的人口覆盖率达到85%

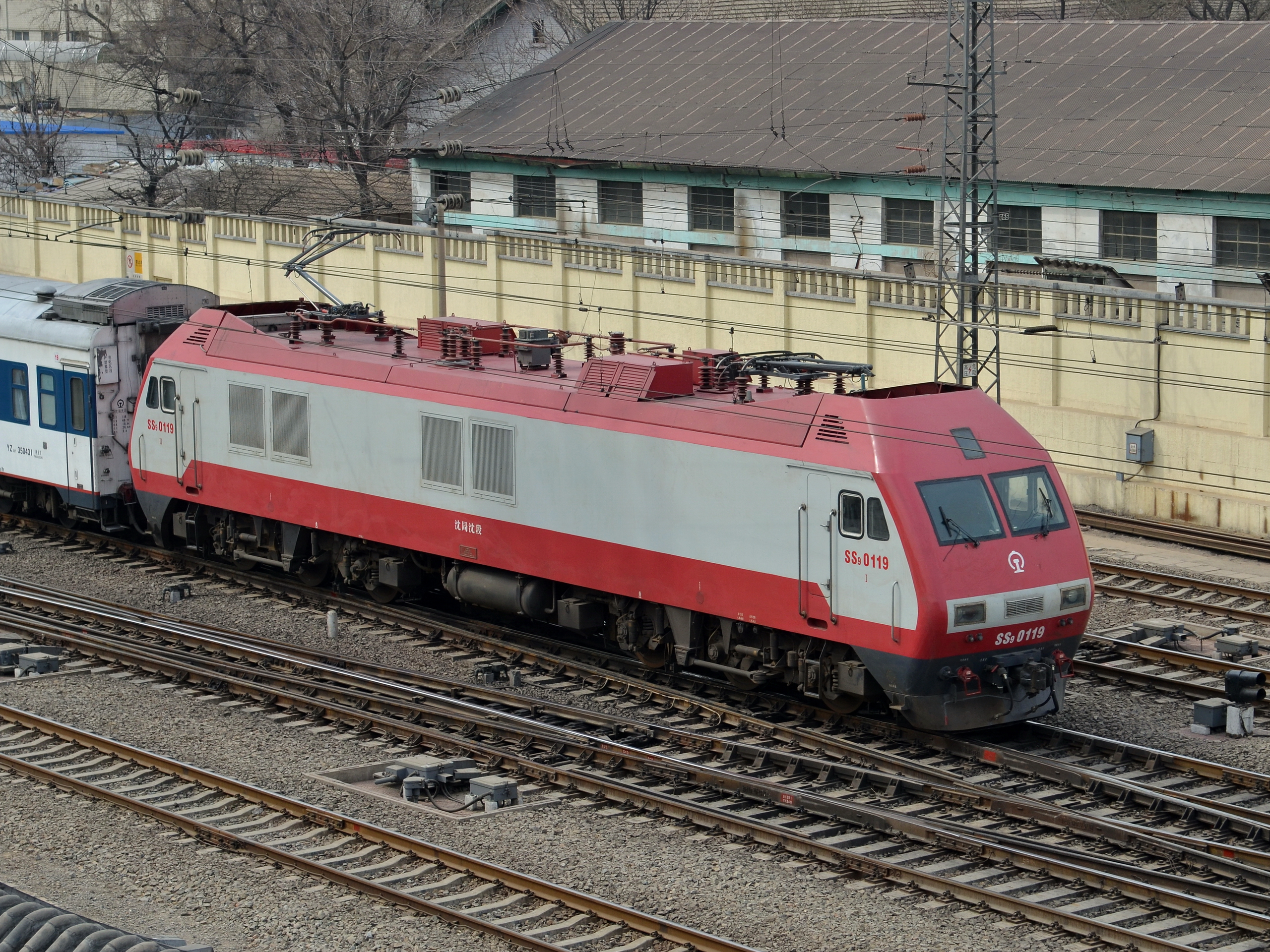
國產電氣火車產業開始成形(韶山9型)

## 目標
到2000年在人口将比1980年增长三亿左右的情况下，实现人均国民生产总值比1980年翻两番；加快现代企业制度建设，建立社会主义市场经济体制。
- 基本消滅赤贫现象，人民生活达小康水平。
- 中西部地区平衡發展，促成了日後的西部大開發計畫。
- 高校教育的招生量扩大。
- 培育优质、高产、抗逆的重点农林牧渔新品种。
- 研發信息電腦技术、先进制造技术。

## 執行
- 全国普及九年制义务教育的人口覆盖率达到85%，比1995年的36.2%明显提高。
- 国内生产总值(GDP)年平均增长8.3%，使經濟總量要比1980年翻两倍。
- 生物科技育種，農業和養殖产量提高10%～20%。
- 探明了11个大中型油气田。
- 金融業全面電子化。
- 神舟一號發射成功。
- 建造亞洲最大的陸軍基地，朱日和戰術訓練基地動工。